# Григор'єв Никифор Олександрович
Никифор Олександрович Григор'єв (за однією з версій, справжнє ім'я Никифір Олександрович Серветник; 9 лютого 1884, село Заставля, Дунаєвецького району, Хмельницької області (за іншими даними — село Верблюжка, нині — Новгородківського району Кіровоградської області, чи — село Григор'євка, нині — Новопразької селищної ради Олександрійського району Кіровоградської області) — 27 липня 1919, село Сентове, нині с. Родниківка, Олександрівський район Кіровоградська область) — український та радянський військовий і громадсько-політичний діяч доби Української революції, та радянсько-української війни 1917—1921 років, один з яскравих представників явища Отаманщини.
Кадровий офіцер (штабс-капітан) Російської імператорської армії; підполковник Армії Української Народної Республіки (1917); один з отаманів Українського Вільного Козацтва (1917—1919), сотник Запорозької дивізії Армії Української Держави (1918); повстанський отаман Степової України (1918), начальник Херсонської повстанської дивізії, полковник Дієвої Армії Директорії Української Народної Республіки та Головний отаман Повстанських військ Херсонщини, Запоріжжя і Таврії (1918—1919); командир 1-ї бригади Задніпровської Української радянської дивізії, начальник 6-ї Української радянської стрілецької дивізії Української Червоної Армії (1919); керівник антибільшовицького повстання на Півдні України та головнокомандувач об'єднаної Української Повстанської Армії (1919), самопроголошений гетьман України (1919). 

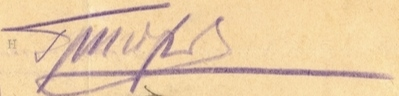
Підпис отамана Григор'єва Н.О.

## Життєпис

### Ранні роки
Народився 9 лютого 1884 року в с. Верблюжка (нині — Кропивницького району Кіровоградської області, Україна, тоді Олександрійський повіт, Херсонська губернія), або в с. Григор'євка Новопразької волості Олександрійський повіт, Херсонська губернія (нині — Новопразької селищної ради Олександрійського району Кіровоградської області).
Українського козацького походження та православного віросповідання. Закінчив початкову двокласну школу села Верблюжки Олександрійського повіту Херсонської губернії. Навчався у фельдшерській школі міста Миколаєва Херсонської губернії.
Учасник російсько-японської війни (доброволець). За хоробрість у боях нагороджений Знаком Відзнаки Військового ордена Святого Георгія 4-го та 3-го ступенів.

### Офіцер Російської Імператорської Армії
Закінчив Чугуївське військове училище по 3-му розряду в 1909 році.
У списках офіцерів Російської Імператорської Армії 1910 року значиться як прапорщик піхоти (60-й піхотний полк) «Григорьев-Серветников Никифор Александрович».
Акцизний чиновник у місті Олександрії Херсонської губернії, прапорщик запасу.
Учасник Першої світової війни 1914—1918 років. На початку війни він був мобілізований до лав російської імператорської армії. Прапорщик (1914), потім штабс-капітан 56-го Житомирського піхотного полку (Бердичів, 1917). Брав активну участь у боях на Південно-Західному фронті. Активний учасник українізації частин російської імператорської армії (1917) та створення на їхній основі регулярних частин армії Української Народної Республіки.
Підполковник армії Української Народної Республіки (1917).

### Сотник Армії Української Держави (1918)
Із приходом до влади гетьмана Павла Скоропадського, у чині сотника Запорозької дивізії армії Української Держави залишив збройні сили на знак незгоди з політикою Гетьманату по питаннях підтримки німецького окупаційного режиму та виплати Німеччині надзвичайно великої контрибуції, відновленні поміщицьких латифундій, військової диктатури. Підтримуючи зв'язки з Симоном Петлюрою та Українським національним союзом, Григор'єв став до боротьби з Гетьманатом, направлений до Верблюзької волості Олександрійського повіту Херсонської губернії та сформував там із дрібних повстанських загонів боєздатне повстанське військо.

### Головний отаман Повстанських військ Херсонщини, Запоріжжя і Таврії УНР (1918—1919 роки)
У листопаді 1918 року, об'єднавши під своїм командуванням численні повстанські загони, став до лав війська Директорії Української Народної Республіки. Ведучи боротьбу проти білогвардійців, повстанські війська під командуванням отамана Никифора Олександровича Григор'єва (близько 6 тисяч чоловік) у грудні 1918 року зайняли місто Миколаїв та продовжили наступ у напрямі на місто Херсон.
У січні 1919 року — начальник Херсонської повстанської дивізії армії Директорії Української Народної Республіки, полковник армії УНР (до 29 січня 1919 року). Призначений Симоном Петлюрою на посаду Головного отамана Повстанських військ Херсонщини, Запоріжжя і Таврії.

### Командир 1-їбригади Задніпровської радянської дивізії та 6-їУкраїнської радянської дивізії

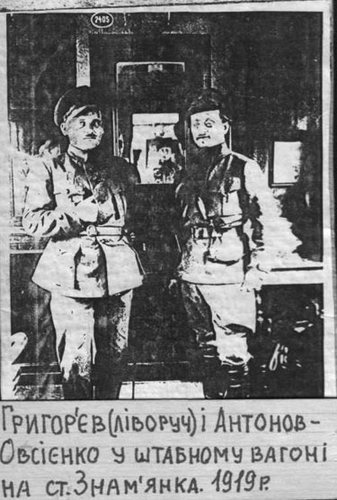

У січні 1919 року, через два дні після арешту Петра Болбочана, полковник Григор'єв надіслав до штабу Запорозького корпусу в місто Кременчук таку заяву:
|  | В Києві зібралась отаманія, австрійські фендрики резерву, сільські вчителі та всякі кар'єристи і авантюристи, які хочуть грати роль державних мужів і великих дипломатів. Це люди не фахові і не на місці, я їм не вірю і переходжу до більшовиків, бо після арешту полковника Болбочана я вже не вірю в добро для нашої Батьківщини. |

Після відступу Директорії Української Народної Республіки з Києва, Никифір Олександрович Григор'єв 18 лютого 1919 року розпочав переговори з більшовицьким урядом України та наприкінці лютого того ж року очолив 1-шу бригаду Задніпровської радянської дивізії Української Червоної Армії, сформовану з повстанських полків Херсонської повстанської дивізії армії Директорії Української Народної Республіки.
Провів операцію зі звільнення півдня України від військ Антанти, зайнявши 10 березня 1919 року місто Херсон, а 15 березня 1919 року — місто Одесу.
За місто Одесу був нагороджений найвищою тодішньою радянською нагородою — орденом Червоного прапора, який йому вручив особисто головнокомандувач збройних сил Радянської України Володимир Антонов-Овсієнко.
Із квітня 1919 року — начальник 6-ї Української радянської дивізії Української Червоної Армії (Збройних Сил Української Радянської Соціалістичної Республіки), сформованої в Херсонській губернії на базі 1-ї Задніпровської радянської бригади.

### Керівник антибільшовицького повстання на Півдні України

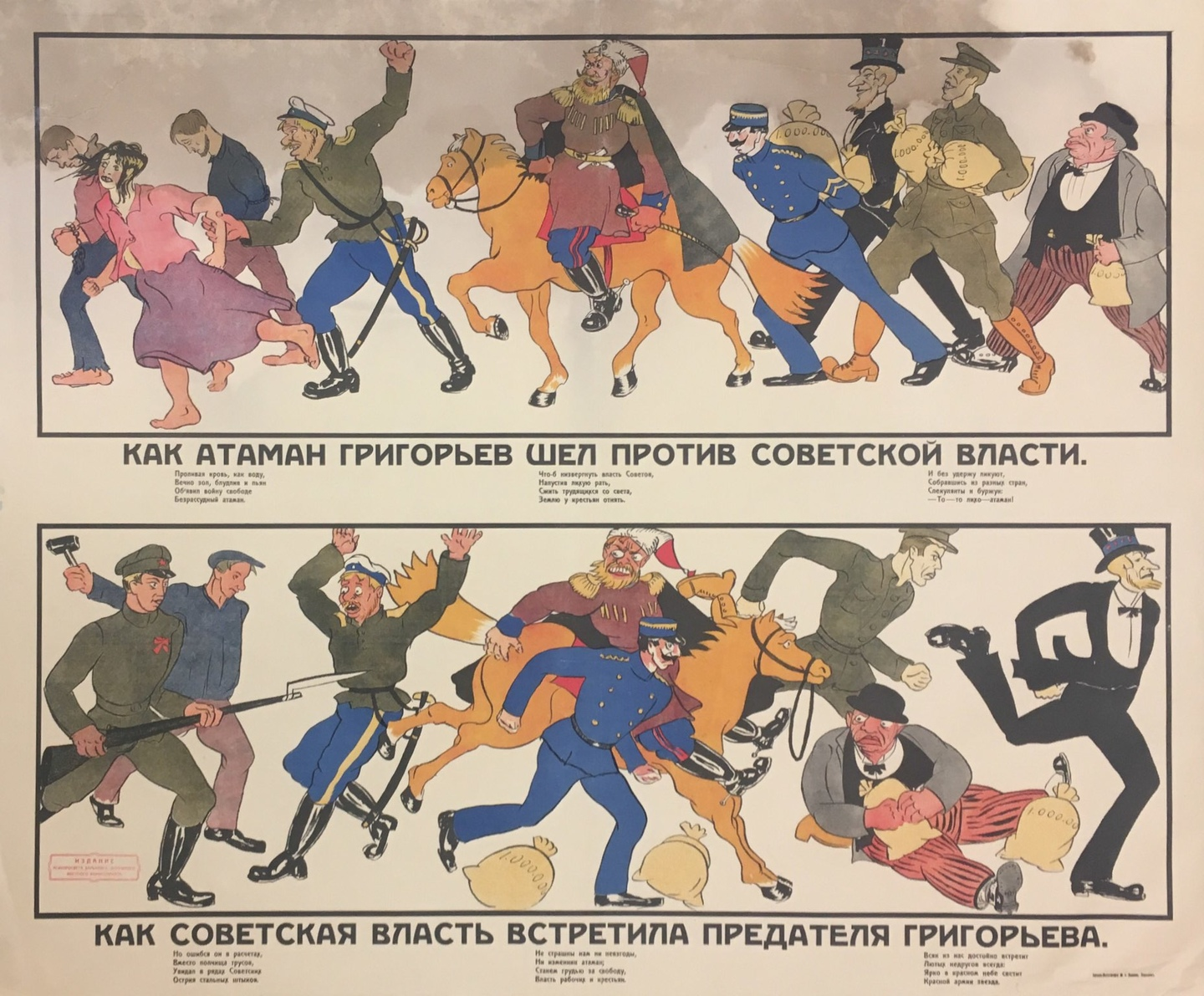
Більшовицький агітаційний плакат проти Григор'єва

7 травня 1919 року в місті Єлисаветграді Херсонської губернії (нині — місто Кропивницький) начдив Григор'єв підняв антибільшовицьке повстання. 8 травня він звернувся з Універсалом «До Українського народу», в якому закликав до боротьби проти російських продовольчих загонів, що діяли на Херсонщині, та комісарів ЧК, а також створення Рад без більшовиків. Як згадував Юрко Тютюнник, зразу ж після проголошення Універсалу в штабі у Никифора Олександровича Григор'єва з'явився політичний працівник 1-ї Української радянської армії більшовик Шафранський, який, після довгої розмови справив на отамана Григор'єва позитивне враження, але остаточно не переконав його та не відмовив від боротьби. Саме тоді Григор'єв на прохання Шафранського звільнив заарештованих червоноармійців та надав потяг, на якому вони без перешкод виїхали.
9 травня бунтівна 6-та Українська радянська дивізія (понад 20 тисяч добре озброєних бійців з кулеметами, артилерією, пронепоїздами) розпочала наступ від Знам'янки — Олександрії — Куцівки на Катеринослав та Єлисаветград. 10 травня полки повстанців здобули місто Черкаси та місто Смілу, 12-го — місто Кременчук, 13-го — місто Золотоношу. Але вже наступного дня загони Шафранського відтіснили повстанців. Повстання полків дивізії Григор'єва підтримали інші частини Української Червоної армії та місцеве населення. Командувач повстанськими військами Никифір Олександрович Григор'єв вирішив швидким маршем пройти Лівобережну Україну та оволодіти столицею Української СРР містом Харковом. У кінці травня проти повстанців було кинуто надійні більшовицькі військові частини, в тому числі — з Росії, які під командуванням Ворошилова та Пархоменка зупинили наступ. Після ряду кровопролитних боїв на Полтавщині командувач повстанською армією отаман Никифір Олександрович Григор'єв зі своїми військами змушений був відійти на Херсонщину. Подальшим успіхам повстання перешкодили неузгодженість дій деяких ватажків об'єднаної повстанської армії (серед них — анархіста Нестора Махна), що не дозволило Григор'єву об'єднати всі наявні антибільшовицькі сили.
|  | Ми відкололися від Вас через те, що Ви повели на Україні мілко-буржуазну внутрішню і закордонну політику, яка давала змогу експлуатувати державам Антанти наш нарід і його багатства. Ми відкололися від комуністів і б'єм їх через те, що дев'яносто відсотків населення України не хоче комуни і не визнає диктатури партії, диктатури особи. Зараз становище скрутне, на нашу дивізію навалилося п'ять дивізій комуністів. Три дивізії комуністів ми розбили дощенту, дві дивізії пощипали, зовсім розстроїли транспорт, телеграфну й телефонну зв'язь на Україні, розстроїли мобілізацію комуністів і їх снабженіє фронта, але ж і самі зійшли з залізниці, потеряли багато війська, гармати, майже все снабженіє і зараз перейшли на партизанську війну. Штаб має двадцять один партизанський отряд і чотири полки піхоти, всеї кавалерії в отрядах до двох тисяч. Гармат мало, кулеметів до трьохсот штук, прочого снаряженія мало, але авторитет штабу дуже високий. Ви зараз ведете наступ на комуністичний фронт, ми теж наступаєм з тилу. Бажано було б знати, чи будемо ми битися, як комуністи розбіжаться, чи ні? Отаман Григорьєв Помічники: Горбенко, Терещенко, Бондар Начальник штабу: Шевченко 28 червня 1919 р. Штаб біля с. Бережинка |

Під час заколоту на території, підконтрольній повстанцям, мали місце насильство відносно мирного населення, численні вбивства та погроми єврейського населення (що в цілому в період громадянської війни 1917—1921 років не було винятковим явищем). За свідченням Юрія Тютюнника, сам отаман Григор'єв не був організатором погромів, але під час повстання, в умовах безладдя, не спиняв антисемітську агітацію, що сприяло насильству.
Улітку 1919 року Повстанські війська отамана Никифора Олександровича Григор'єва об'єднались із загонами Нестора Махна, сам він був обраний командуючим об'єднаної повстанської армії, а Махно — Головою Революційної Військової Ради. Одночасно отаман Григор'єв вів таємні переговори із запеклим ворогом махновців генералом Денікиним щодо спільних дій проти більшовиків (згідно з Петром Аршиновим, денікінські емісари були спіймані та страчені). Існують свідчення , що Григор'єв отримав від Денікіна військове звання генерал-майора Білої Армії. Це стало відомо Нестору Махну, який вирішив стратити Григор'єва як зрадника, очолити повстанську армію та продовжити партизанську війну з військами російського генерала Денікіна, які захопили Україну. Відповідно до інших історичних версій, Махно навмисно запустив неправдиві чутки про зв'язок отамана Григор'єва з денікінцями з метою, щоб спровоковати та виправдати вбивство Григор'єва. Від самого початку відносин із Григор'євим Махно обговорював зі своїми соратниками наміри вбивства отамана та приєднання його загонів до РПАУ (махновців). Пізніше Махно подібним чином планував вбити Петлюру, щоб очолити армію УНР.

### Загибель
25 липня 1919 року Нестор Махно з Григор'євим зустрілися в селі Оситняжка й домовилися через день провести мітинг у селі Сентовому, що за 12 кілометрів. 27 липня 1919 року в селі Сентовому за кілька хвилин до мітингу в приміщенні сільської ради Григор'єв був звинувачений ординарцем Махна Олексієм Чубенком у погромах та застрелений Нестором Махном. Деякі повстанські полки Григор'єва приєдналися до махновців, а більшість під ударами більшовиків і денікінців на деякий час розсіялась.
За деякими історичними даними, самопроголошений гетьман України Никифір Олександрович Григор'єв був похований на центральному міському кладовищі міста Олександрії Херсонської губернії (нині Кіровоградської області). На сьогоднішній день могила не збереглася. Існує свідчення, що Григор'єва поховала його дружина в невеликому ліску поблизу міста Олександрії, де на його могилі згодом таємно встановлено хрест. За цією могилою багато років доглядають представники однієї з місцевих організацій. Однак ці відомості ще потребують перевірки.

## Цікаве
Українська журналістка Дарія Гірна на своєму Ютуб-каналі «Обличчя Незалежності» опублікувала кілька власних розслідувань про розпалювання ненависті до українців у радянському кіно , зокрема про відомий фільм «Весілля в Малинівці»; виявилося, що головний антагоніст «отаман Грицько» пародіює історію Никифора Григор'єва.

## Використані джерела та література
- Володимир Овсієнко. Записки о гражданской войне. — М: Государственное военное издательство, 1924−1933.
- Гражданская война на Украине 1918−1920: сборник документов и материалов в 3-х томах, 4-х книгах. [Архівовано 24 жовтня 2014 у Wayback Machine.] — Київ: Наукова думка, 1967.
- Тинченко Я. Ю. Офіцерський корпус Армії Української Народної Республіки (1917—1921). Книга I. — К. : Темпора, 2007. — ISBN 966-8201-26-4.
- Коваленко Сергій. Григоріїв Никифор Олександрович/Чорні запорожці: історія полку. 2-ге видання. — Київ: Видавництво «Стікс», 2015. — 368 с.
- Лысенко А. (2008). Во главе повстанческих масс: атаман Никифор Григорьев. Сайт Херсонский анархист. Архів оригіналу за 3 грудня 2013. Процитовано 20 серпня 2014.
- На сайті проекту «Українці в світі»
- Універсал отамана Григор'єва За вільну Україну / Львів /.-1990, 1 липня.
- Приватний архів Тобілевича Богдана Вікторовича, нащадка роду Тобілевичів, історика та краєзнавця міста Олександрії Кіровоградської області.
- Міф і правда про співпрацю батьки Махна та отамана Григор'єва [Архівовано 29 листопада 2014 у Wayback Machine.]
- Ataman of Pogroms Grigoriev [Архівовано 7 червня 2008 у Wayback Machine.]
- Bio in Russian [Архівовано 20 березня 2007 у Wayback Machine.]
- Увічнимо пам'ять отамана [Архівовано 1 жовтня 2018 у Wayback Machine.]
- Аршинов П. История махновского движения.
- Нестор Махно. Воспоминания.
- Дневник Г. А. Кузьменко, Терра, 1996 г.
- Skirda, Nestor Makhno: Anarchy's Cossack, p 125.
- Жупан М. Ф. , Бандуристый Г. А. , Музыченко М. А. и Яковенко С. В. Убийство Григорьева — Годы борьбы. Сборник материалов по истории революционного движения на Зиновьевщине. — Зиновьевск: Окружная Октябрьская комиссия, 1927. — 196 с. (К десятой годовщине Октябрьской революции)
- Тютюнник Ю. Й., Автобіографія // «З архівів ВУЧК-ГПУ-НКВД-КГБ» — 1998. № 1/2.

## Кінематографія
- Отаман Григор'єв у фільмі «9 жизней Нестора Махно»